# 日本橋茅場町
日本橋茅場町（日语：／ Nihombashi-kayabachō */?）是日本東京都中央區的地名，屬舊日本橋區地域。

## 地理
中央區地理的中央，屬日本橋地域。北鄰日本橋小網町，東接新川，南連八丁堀，西鄰日本橋兜町，是聚集許多辦公室、證券公司、貨運代理等的辦公商區。日本橋茅場町由北而南設一丁目至三丁目，屬中央警察署、日本橋消防署管轄。

### 河川
- 日本橋川－鎧橋、茅場橋。
- 龜島川（日语：亀島川）－靈岸橋、新龜島橋。

## 歷史
1933年（昭和8年）南茅場町、北島町、龜島町合併成立茅場町。1982年（昭和57年）實施新住居表示，為現行的「日本橋茅場町」。

### 地名由來
在江戶城築城時是茅草叢生的草原，販賣茅草的商人居住於此。

## 交通

### 鐵路
- 東京地下鐵茅場町站（○日比谷線，○東西線）

### 巴士
- 都營巴士錦11 茅場町（築地站前方向）－錦糸町站前方向設於日本橋兜町。
- 都營巴士東20 茅場町
- 都營巴士東22 茅場町
- 都營巴士東22乙 茅場町－僅平日運行。

### 道路
- 東京都道、千葉縣道10號東京浦安線（日语：東京都道・千葉県道10号東京浦安線）（永代通（日语：永代通り））
- 東京都道、千葉縣道50號東京市川線（日语：東京都道・千葉県道50号東京市川線）（新大橋通）

## 設施
- 日本橋茅場町郵便局
- 東京證券會館
  - 證券圖書館
- 第二證券會館
- 大阪證券交易所東京支社
- 茅場橋南兒童遊園
- 新龜島橋北西兒童遊園
- 新龜島橋南西兒童遊園
- 花王本社
- 七十七銀行（日语：七十七銀行）日本橋支店
- 日枝神社日本橋攝社

## 備註
1. ↑  町丁目別世帯数男女別人口　中央区ホームページ  平成25年8月1日現在 的存檔，存档日期2013-03-12.
2. ↑  『緑と水のひろば 東京の自然図鑑 合本』 (p30) より。